# Jesús Arnal
Jesús Arnal Pena (28 de enero de 1904 - 8 de diciembre de 1971) fue un sacerdote católico y escritor español conocido también por haber sido el secretario personal de Buenaventura Durruti durante la Revolución Social de 1936. Nació en Candasnos. Tras sus estudios eclesiásticos en el Seminario de Lérida, fue ordenado presbítero en 1927. 

## Biografía
Durante la guerra civil española fue puesto a disposición del anarquista Buenaventura Durruti por su amigo Timoteo Callén, quien le nombró su secretario particular para el asunto de las milicias. Terminada la contienda, se reincorporó a su ministerio sacerdotal, sintiendo siempre una gran admiración y gratitud hacia la persona de Durruti y el anarquismo, a quien defiende en su obra literaria, aunque esté lejos de compartir sus ideales.
Rigió varias parroquias diocesanas, siendo destinado finalmente a la de Ballobar, donde murió el 8 de diciembre de 1971, precisamente el mismo día en que fallecía su obispo diocesano Aurelio del Pino Gómez en la capital ilerdense. Publicó la obra Por qué fui secretario de Durruti (Ediciones Mirador del Pirineu, Andorra la Vieja, 1972), edición que salió a los pocos meses de la muerte del autor. Con un estilo sencillo y ameno, se nos narran en esta obra las tribulaciones de su autor en la guerra de 1936.
En la película Libertarias, es interpretado por Miguel Bosé un personaje que se entiende que es Jesús Arnal, aunque muchas actuaciones de la película no coinciden con los hechos históricos. 
En el libro El corto verano de la Anarquía de Hans Magnus Enzensberger, también figuran sus impresiones de aquella etapa revolucionaria de 1936.